# Nathaniel Bland
Nathaniel Bland (* 3. Februar 1803 in Liverpool; † 10. August 1865) war ein englischer Orientalist und Cricketspieler (Marylebone Cricket Club).
Mit zwanzig Jahren kam Bland 1823 als Student an das Christ Church College in Oxford und konnte zwei Jahre später sein Studium mit dem Titel „Bachelor“ abschließen. Ab dieser Zeit beschäftigte sich Bland fast ausschließlich mit morgenländischer Philologie.

## Werke (Auswahl)
Die überwiegende Mehrheit seiner Aufsätze veröffentlichte Bland in der Zeitschrift der Royal Asiatic Society.
als Übersetzer
- Muhammad Aufi: On the earliest Persian Biography of Poets and on some other Works of the Class called „Tazkirat al-Shûará“. London 1848.
- Persian chess, illustrated from oriental sources; especially in reference to the great chess, improperly ascribed to Timur, and in vindication of the Persian origin of the game, against the claims of the Hindus. London 1850.
- A century of persian ghazalo from unpublished diwans. London 1859.

als Herausgeber
- Nisâmi: Makhzanalasrâr. Dichtung. 1844.
- Hajy Lutf Ali (Beg of Isfahan): Account of the Atech Kedah. A Biographical Work on the Persian Poets. London 1843.